# Kjetil Rekdal
Kjetil André Rekdal (Vestnes, 6 novembre 1968) è un allenatore di calcio ed ex calciatore norvegese, di ruolo centrocampista, tecnico dell'Aalesund.

## Biografia
Ha un fratello minore, di nome Sindre, anch'egli calciatore. Tra i suoi interessi c'è il poker e questa passione lo ha portato a partecipare a diversi tornei amatoriali internazionali. Attualmente risiede a Ålesund, con sua moglie e i suoi quattro figli. Tifoso del Leeds United, quando era allenatore del Lierse arrivò a far inserire una clausola sul suo contratto che gli permetteva di informarsi sul risultato del club inglese, nell'intervallo delle partite giocate in contemporanea.

## Caratteristiche tecniche

### Giocatore
Rekdal era un centrocampista di qualità, autoritario, capace di dettare il passo di gara e di dare il proprio contributo sia in fase offensiva che in quella difensiva. Anche sotto pressione, sapeva mantenere la freddezza e anche questo gli consentì di essere un bravo calciatore di rigori.

## Carriera

### Giocatore

#### Club

##### Gli inizi al Molde
Rekdal debuttò nella massima divisione norvegese con la maglia del Molde. Il primo incontro nella 1. divisjon fu datato 16 giugno 1985, quando fu titolare nel pareggio casalingo per 1-1 contro lo Start. Il 15 settembre realizzò la prima rete, nel successo per 2-1 sul Bryne. Fu presto chiaro che Rekdal fosse un calciatore di talento. Le prime due stagioni del centrocampista in squadra furono avare di successi, con il campionato 1985 e quello successivo che si conclusero con posizioni finali di non alta classifica. Il 24 agosto 1986 Rekdal fu autore della prima doppietta, che permise il successo della sua formazione in casa del Viking, con il punteggio di 0-2. Il Molde concluse il campionato 1987 al secondo posto, alle spalle del Moss: Rekdal contribuì a questo risultato con 7 reti in 19 presenze. Anche la stagione successiva fu positiva, sia a livello individuale che a quello di club: la squadra centrò infatti il terzo posto finale e Rekdal segnò 10 reti, che diventarono il suo momentaneo record personale.

##### Il trasferimento in Germania
Al termine dello stesso campionato, Rekdal volle tentare un'esperienza all'estero. Si accordò dunque con i tedeschi del Borussia Mönchengladbach, formazione militante nella Bundesliga. Debuttò con la nuova casacca il 1º aprile 1989, quando fu schierato titolare nel successo casalingo contro il Bayern Monaco, con il punteggio di 2-1. L'esperienza tedesca si rivelò rapidamente negativa. Il suo spazio in squadra fu infatti piuttosto limitato, con 9 apparizioni in campionato nello spazio di due stagioni. Diventò quindi un oggetto misterioso nel Borussia Mönchengladbach, mentre in Norvegia se ne persero le tracce. La sua storia fu paragonata a quella di Arve Seland, suo connazionale che tentò un'esperienza all'estero e che non riuscì ad imporsi, poiché considerato troppo giovane per emigrare.

##### L'affermazione al Lierse
Rekdal lasciò allora la Germania per accordarsi con i belgi del Lierse. Il norvegese rispose alle critiche che gli erano state rivolte imponendosi come titolare e stella della squadra. Si avvicinò ad avere una media reti di un gol ogni due partite. Il Lierse si assestò sempre, per le prime quattro stagioni, in posizione di metà classifica. Il campionato 1991-1992 fu il migliore dal punto di vista personale: Rekdal segnò infatti 21 reti in 31 incontri, arrivando secondo nella graduatoria dei marcatori, alle spalle del capolista Josip Weber, autore di 26 gol. Nel 1994, il centrocampista tornò in prestito al Molde, disputando 8 gare per la squadra e segnando 4 gol. Contribuì al successo finale nella Coppa di Norvegia 1994, primo titolo della sua carriera. Tornò poi al Lierse, aiutando i compagni a raggiungere la qualificazione per la Coppa UEFA 1995-1996, grazie al quinto posto finale. Quella successiva fu l'ultima stagione in Belgio e Rekdal si congedò dalla sua squadra con un bottino di 12 reti in 34 incontri, salutando il club dopo sei stagioni positive.

##### La parentesi al Rennes e il ritorno in Germania
Terminata l'esperienza belga, Rekdal firmò un contratto con i francesi del Rennes. Il debutto nel campionato francese fu datato 26 agosto 1996, nel pareggio casalingo per 1-1 contro il Bordeaux. Il 7 dicembre realizzò la prima rete, nel successo per 2-0 sul Lilla, fissando il punteggio su questo risultato negli ultimi minuti dell'incontro. In generale, l'esperienza francese non fu positiva. Rekdal fu infatti tormentato dagli infortuni e comunque non riuscì ad imporsi come una stella del Rennes. Dopo una sola stagione in Francia, Rekdal tornò in Germania, accordandosi questa volta con l'Hertha Berlino. Esordì con questa casacca il 3 agosto 1997, schierato titolare nel pareggio per 1-1 contro il Borussia Dortmund. Il 19 novembre dello stesso anno, arrivò la prima marcatura nella Bundesliga, nel successo per 1-3 sul campo dell'Arminia Bielefeld. Rimase in squadra per tre stagioni.

##### Gli ultimi anni da calciatore
Rekdal scelse poi di tornare in Norvegia, per giocare nel Vålerenga. Il 9 aprile 2000 tornò così a calcare i campi dell'Eliteserien, venendo schierato titolare nel successo casalingo per 4-1 sul Tromsø, con il centrocampista che fu autore di una marcatura. Fu una stagione negativa per il club, che lottò per la salvezza ma non riuscì ad andare oltre il terzultimo posto finale: questo obbligò la squadra ad affrontare gli incontri per la qualificazione all'Eliteserien successiva, contro il Sogndal (terzo classificato nella 1. divisjon). Nel doppio confronto, nel corso del quale Rekdal fu autore di una rete, ebbe la meglio il Sogndal, costringendo il Vålerenga alla retrocessione.
Nel 2001, allora, gli fu offerto l'incarico di allenatore-giocatore, con Rekdal che accettò la proposta. Contribuì quindi attivamente all'immediata promozione del club, che vinse il campionato 2001 con 62 punti. Nel 2002 il Vålerenga raggiunse la salvezza e, con Rekdal titolare, vinse per 1-0 la finale di Coppa di Norvegia, contro l'Odd Grenland. Fu il suo secondo trofeo da calciatore e il primo nella nuova veste di allenatore. Nel 2003, la sua squadra giunse nuovamente al terzultimo posto, dovendo affrontare ancora le qualificazioni all'Eliteserien, in questa occasione contro il Sandefjord. Il Vålerenga, questa volta, mantenne il posto nella massima divisione norvegese, in virtù di un pareggio a reti inviolate in trasferta e di un successo casalingo per 5-3, in cui andò a segno anche Rekdal. Il campionato 2004 fu l'ultimo che disputò da calciatore professionista, in cui portò il club ad un secondo posto finale, alle spalle del Rosenborg.
Nel 2007 firmò ufficialmente con il Fiksdal/Rekdal, club di livello dilettantistico. Si accordò per giocare i match casalinghi della squadra, motivando la sua scelta con la volontà di fare qualcosa per la squadra in cui aveva mosso i primi passi.

#### Nazionale

##### Le selezioni giovanili
Rekdal conta presenze per la Norvegia under 15, per la Norvegia under 16, per la Norvegia under 17 e per la Norvegia under 19. Giocò poi 11 partite per la Norvegia under 21, per cui esordì il 24 marzo 1987, nel successo per 1-3 contro la Polonia under 21, a Chocianów. Segnò anche una delle reti dell'incontro. Complessivamente, totalizzò 33 incontri per le varie selezioni giovanili, con 16 reti all'attivo.

##### Le prime partite nella Nazionale maggiore
Rekdal esordì per la Norvegia il 28 maggio 1987, nel pareggio a reti inviolate contro l'Italia: sostituì Sten Glenn Håberg nel corso del secondo tempo. Diventò il terzo più giovane esordiente in Nazionale dal 1980, a 18 anni e 203 giorni. Durante l'esperienza con il Borussia Mönchengladbach, trovandosi ai margini della squadra, perse il posto anche in Nazionale. Con il trasferimento in Belgio, si riconquistò le attenzioni del commissario tecnico Egil Olsen. Ebbe un'occasione il 30 ottobre 1991, giocando nel pareggio per 0-0 contro l'Ungheria e risultando uno dei migliori in campo. Il 9 settembre 1992 segnò le prime reti, con una doppietta nel 10-0 inflitto a San Marino.

##### Verso il mondiale 1994
Il 23 settembre 1992, Rekdal segnò ancora: fu lui ad aprire le marcature, su calcio di rigore, nella sorprendente vittoria per 2-1 contro l'Paesi Bassi. Fu poi autore di un gol spettacolare contro l'Inghilterra, a Wembley, in una partita che si concluse con un pareggio per 1-1. Giocò ogni singolo minuto della vincente campagna di qualificazione per il campionato del mondo 1994, risultando il miglior marcatore della squadra con 6 reti.
Il calciatore arrivò al mondiale fuori forma. Per questo motivo, Egil Olsen gli preferì Erik Mykland, nell'esordio nella competizione contro il Messico. La Norvegia ebbe alcune possibilità per andare in rete, ma il punteggio della sfida continuava a rimanere sullo 0-0; Rekdal fece il suo ingresso in campo a circa dieci minuti dal termine dell'incontro e, poco dopo, ricevette un passaggio da Jan Åge Fjørtoft e superò con un tiro il portiere messicano, sancendo il successo finale degli scandinavi per 1-0. Fu la prima rete di un norvegese in questa competizione dopo 58 anni, quando Arne Brustad segnò contro l'Italia nel 1938, e permise il primo successo della storia della Nazionale in una fase finale di un mondiale. Nonostante la rete, fu nuovamente in panchina per il match successivo, contro l'Italia, e tornò titolare soltanto per l'ultima gara del girone, contro l'Irlanda. La Norvegia fu poi eliminata in questa stessa fase, per la peggior differenza reti.

##### Il secondo mondiale
Archiviato il mondiale, Rekdal e la Norvegia affrontarono le qualificazioni per il campionato d'Europa 1996. Il centrocampista fu nuovamente tra gli elementi fondamentali della squadra, saltando soltanto una partita di qualificazione. La sua Nazionale fallì però l'accesso alla fase finale del torneo, giungendo terza nel proprio girone, alle spalle di Olanda e Repubblica Ceca. Continuò a rimanere la prima scelta nel suo ruolo anche in vista delle qualificazioni al campionato del mondo 1998, saltando anche in questa circostanza un solo incontro. Il 9 ottobre 1996 segnò una tripletta nel 3-0 inflitto all'Ungheria. La squadra centrò il proprio obiettivo e si qualificò per il torneo.
Nella fase finale della competizione, Rekdal segnò un nuovo record. Nell'ultima partita del girone eliminatorio, contro il Brasile, Tore André Flo subì un fallo in area e l'arbitro concesse il rigore: il centrocampista andò sul dischetto e segnò il gol che garantì alla propria squadra la qualificazione al turno successivo. Diventò così il primo calciatore norvegese ad aver segnato due reti nella fase finale di un mondiale. L'avventura degli scandinavi terminò agli ottavi del torneo, per mano dell'Italia.

##### Gli europei del 2000
Dopo il mondiale, Nils Johan Semb diventò il nuovo commissario tecnico della Norvegia. Lo spazio in squadra per Rekdal si ridusse, poiché gli venivano preferiti come titolari Bent Skammelsrud oppure Ståle Solbakken. La Nazionale riuscì a qualificarsi per il campionato d'Europa 2000, manifestazione nella quale il centrocampista non fu mai schierato in campo. Dopo la fine del torneo, non fu più convocato, sebbene non avesse mai manifestato apertamente la volontà di lasciare la squadra. Il suo ruolino finale fu di 82 presenze e 17 reti.

### Allenatore

#### La guida del Vålerenga
Rekdal concluse la carriera da calciatore attivo nel 2004. A partire dal 2005, quindi, si dedicò soltanto alla professione di allenatore del club. Decise di puntare su alcuni calciatori esperti come Ronny Johnsen, Steffen Iversen e Tore André Flo, che risultarono poi essere elementi importanti per la vittoria finale nell'Eliteserien 2005. Questo successo spezzò l'egemonia del Rosenborg, vincitore del campionato ininterrottamente da tredici stagioni. Il Vålerenga partì con i favori del pronostico, sebbene poi la conquista del titolo si fosse complicata sul finale del campionato, a causa di un'astinenza dalla vittoria durata sei partite, ma che non impedì al club di arrivare davanti al Rosenborg di un punto. Si guadagnò lo status di leggenda del club quando rifiutò un'offerta milionaria per allenare il Vålerenga, per non incidere finanziariamente sulle casse della società. L'anno successivo, non riuscì a ripetere i successi del 2005 e, dopo una striscia di risultati negativi, rassegnò le proprie dimissioni dall'incarico ad agosto 2006.

#### Il ritorno al Lierse e il Kaiserslautern
A novembre 2006, fece ritorno al Lierse, stavolta in veste di allenatore. Il club si trovava in fondo alla classifica con soltanto 2 punti e Rekdal fu scelto per invertire la rotta e per far raggiungere la salvezza alla squadra. Andò vicino ad ottenere il risultato sperato, perché il club chiuse con 26 punti ed evitò la retrocessione diretta. Ai play-out, però, la squadra vinse soltanto uno dei suoi sei incontri e retrocesse. Le strade del Lierse e di Rekdal, allora, si separarono. Dopo aver chiuso l'avventura belga, Rekdal fu scelto per guidare i tedeschi del Kaiserslautern, club militante nella Zweite Liga. Ricoprì questo incarico fino al febbraio 2008, quando fu esonerato con il club momentaneamente al sedicesimo posto in classifica.

#### La chiamata allo Aalesund
Nel settembre 2008 fu ufficializzato il suo accordo con lo Aalesund, club a cui si legò immediatamente per altre tre stagioni, oltre quella in corso. Riuscì a condurre la squadra alla salvezza nel campionato 2008, vincendo le qualificazioni all'Eliteserien successiva contro il Sogndal. Nel 2009, portò il club alla vittoria finale nell'edizione stagionale della Coppa di Norvegia, grazie al successo ai calci di rigore sul Molde. Questo fu il primo trofeo della storia del club. Riuscì a ripetersi in questa impresa anche due anni più tardi. Il 26 novembre 2012, fu esonerato dalla dirigenza del club, in virtù dei risultati negativi nella stagione da poco conclusa.

#### Nuovamente al Vålerenga
L'8 gennaio 2013, fu nominato allenatore del Vålerenga, firmando con il club un contratto biennale. Il 21 novembre 2014, Rekdal rinnovò il contratto che lo legava al club per altre quattro stagioni. Il 13 luglio 2016, Ronny Deila è stato nominato nuovo allenatore del Vålerenga, a partire dal 1º gennaio 2017: Rekdal avrebbe così cambiato il suo incarico all'interno del club, diventandone direttore sportivo. Il 3 febbraio 2017 ha lasciato l'incarico, di comune accordo con la società.
Il 20 dicembre 2021 è stato nominato nuovo allenatore del Rosenborg, a cui si è legato dal 1º gennaio 2022, con un contratto triennale.

#### Omonia
Il 10 gennaio 2024 è stato ingaggiato come allenatore dei ciprioti dell'Omonia.

## Statistiche

### Presenze e reti nei club
| Stagione                   | Club                       | Campionato                 | Campionato | Campionato | Coppe nazionali | Coppe nazionali | Coppe nazionali | Coppe continentali | Coppe continentali | Coppe continentali | Supercoppe | Supercoppe | Supercoppe | Totale | Totale |
| Stagione                   | Club                       | Comp                       | Pres       | Reti       | Comp            | Pres            | Reti            | Comp               | Pres               | Reti               | Comp       | Pres       | Reti       | Pres   | Reti   |
| -------------------------- | -------------------------- | -------------------------- | ---------- | ---------- | --------------- | --------------- | --------------- | ------------------ | ------------------ | ------------------ | ---------- | ---------- | ---------- | ------ | ------ |
| 1985                       | Molde                      | 1D                         | 13         | 2          | CN              | ?               | ?               | -                  | -                  | -                  | -          | -          | -          | ?      | ?      |
| 1986                       | Molde                      | 1D                         | 22         | 6          | CN              | ?               | ?               | -                  | -                  | -                  | -          | -          | -          | ?      | ?      |
| 1987                       | Molde                      | 1D                         | 19         | 7          | CN              | ?               | ?               | -                  | -                  | -                  | -          | -          | -          | ?      | ?      |
| 1988                       | Molde                      | 1D                         | 21         | 10         | CN              | ?               | ?               | CU                 | ?                  | ?                  | -          | -          | -          | ?      | ?      |
| 1988-1989                  | Borussia M'gladbach        | BL                         | 7          | 0          | CG              | ?               | ?               | -                  | -                  | -                  | -          | -          | -          | ?      | ?      |
| 1989-1990                  | Borussia M'gladbach        | BL                         | 2          | 0          | CG              | ?               | ?               | -                  | -                  | -                  | -          | -          | -          | ?      | ?      |
| Totale Borussia M'gladbach | Totale Borussia M'gladbach | Totale Borussia M'gladbach | 9          | 0          |                 | ?               | ?               |                    | -                  | -                  |            | -          | -          | ?      | ?      |
| 1990-1991                  | Lierse                     | DI                         | 29         | 11         | CB              | ?               | ?               | -                  | -                  | -                  | -          | -          | -          | ?      | ?      |
| 1991-1992                  | Lierse                     | DI                         | 31         | 21         | CB              | ?               | ?               | -                  | -                  | -                  | -          | -          | -          | ?      | ?      |
| 1992-1993                  | Lierse                     | DI                         | 33         | 13         | CB              | ?               | ?               | -                  | -                  | -                  | -          | -          | -          | ?      | ?      |
| 1993-1994                  | Lierse                     | DI                         | 31         | 11         | CB              | ?               | ?               | -                  | -                  | -                  | -          | -          | -          | ?      | ?      |
| 1994                       | Molde                      | 1D                         | 8          | 4          | CN              | ?               | ?               | -                  | -                  | -                  | -          | -          | -          | ?      | ?      |
| Totale Molde               | Totale Molde               | Totale Molde               | 83         | 29         |                 | ?               | ?               |                    | -                  | -                  |            | -          | -          | ?      | ?      |
| 1994-1995                  | Lierse                     | DI                         | 23         | 3          | CB              | ?               | ?               | -                  | -                  | -                  | -          | -          | -          | ?      | ?      |
| 1995-1996                  | Lierse                     | DI                         | 34         | 12         | CB              | ?               | ?               | CU                 | 2                  | 0                  | -          | -          | -          | ?      | ?      |
| Totale Lierse              | Totale Lierse              | Totale Lierse              | 181        | 71         |                 | ?               | ?               |                    | 2                  | 0                  |            | -          | -          | ?      | ?      |
| 1996-1997                  | Rennes                     | D1                         | 31         | 2          | CF+CL           | ?+2             | ?+1             | -                  | -                  | -                  | -          | -          | -          | ?      | ?      |
| 1997-1998                  | Hertha Berlino             | BL                         | 26         | 3          | CG              | 2               | 0               | -                  | -                  | -                  | -          | -          | -          | ?      | ?      |
| 1998-1999                  | Hertha Berlino             | BL                         | 24         | 1          | CG              | 3               | 0               | -                  | -                  | -                  | -          | -          | -          | ?      | ?      |
| 1999-2000                  | Hertha Berlino             | BL                         | 14         | 0          | CL+CG           | 1+1             | 0               | UCL                | 4                  | 1                  | -          | -          | -          | ?      | ?      |
| Totale Hertha Berlino      | Totale Hertha Berlino      | Totale Hertha Berlino      | 64         | 4          |                 | 7               | 0               |                    | 4                  | 1                  |            | -          | -          | 75     | 5      |
| 2000                       | Vålerenga                  | ES                         | 26+2       | 6+1        | CN              | 3               | 2               | CU                 | 0                  | 0                  | -          | -          | -          | 31     | 9      |
| 2001                       | Vålerenga                  | 1D                         | 28         | 11         | CN              | 2               | 0               | -                  | -                  | -                  | -          | -          | -          | 30     | 11     |
| 2002                       | Vålerenga                  | ES                         | 24         | 2          | CN              | 5               | 2               | -                  | -                  | -                  | -          | -          | -          | 29     | 4      |
| 2003                       | Vålerenga                  | ES                         | 21+2       | 1+1        | CN              | 5               | 1               | CU                 | 6                  | 0                  | -          | -          | -          | 33     | 3      |
| 2004                       | Vålerenga                  | ES                         | 17         | 1          | CN              | 2               | 1               | -                  | -                  | -                  | -          | -          | -          | 19     | 2      |
| Totale Vålerenga           | Totale Vålerenga           | Totale Vålerenga           | 116+4      | 21+2       |                 | 17              | 6               |                    | 6                  | 0                  |            | -          | -          | 140    | 29     |
| Totale                     | Totale                     | Totale                     | 484+4      | 127+2      |                 | 26+             | 7+              |                    | 12+                | 1+                 |            | -          | -          | 526+   | 137+   |

### Cronologia presenze e reti in Nazionale
| Cronologia completa delle presenze e delle reti in nazionale ― Norvegia | Cronologia completa delle presenze e delle reti in nazionale ― Norvegia | Cronologia completa delle presenze e delle reti in nazionale ― Norvegia | Cronologia completa delle presenze e delle reti in nazionale ― Norvegia | Cronologia completa delle presenze e delle reti in nazionale ― Norvegia | Cronologia completa delle presenze e delle reti in nazionale ― Norvegia | Cronologia completa delle presenze e delle reti in nazionale ― Norvegia | Cronologia completa delle presenze e delle reti in nazionale ― Norvegia |
| Data                                                                    | Città                                                                   | In casa                                                                 | Risultato                                                               | Ospiti                                                                  | Competizione                                                            | Reti                                                                    | Note                                                                    |
| ----------------------------------------------------------------------- | ----------------------------------------------------------------------- | ----------------------------------------------------------------------- | ----------------------------------------------------------------------- | ----------------------------------------------------------------------- | ----------------------------------------------------------------------- | ----------------------------------------------------------------------- | ----------------------------------------------------------------------- |
| 28-5-1987                                                               | Oslo                                                                    | Norvegia                                                                | 0 – 0                                                                   | Italia                                                                  | Amichevole                                                              | -                                                                       |                                                                         |
| 18-11-1987                                                              | Ankara                                                                  | Turchia                                                                 | 0 – 0                                                                   | Norvegia                                                                | Qual. Olimpiadi 1992                                                    | -                                                                       |                                                                         |
| 19-10-1988                                                              | Pescara                                                                 | Italia                                                                  | 2 – 1                                                                   | Norvegia                                                                | Amichevole                                                              | -                                                                       |                                                                         |
| 4-11-1988                                                               | Bratislava                                                              | Cecoslovacchia                                                          | 3 – 2                                                                   | Norvegia                                                                | Amichevole                                                              | -                                                                       |                                                                         |
| 2-5-1989                                                                | Oslo                                                                    | Norvegia                                                                | 0 – 3                                                                   | Polonia                                                                 | Amichevole                                                              | -                                                                       |                                                                         |
| 30-10-1991                                                              | Szombathely                                                             | Ungheria                                                                | 0 – 0                                                                   | Norvegia                                                                | Qual. Euro 1992                                                         | -                                                                       |                                                                         |
| 13-11-1991                                                              | Genova                                                                  | Italia                                                                  | 1 – 1                                                                   | Norvegia                                                                | Qual. Euro 1992                                                         | -                                                                       |                                                                         |
| 7-1-1992                                                                | Il Cairo                                                                | Egitto                                                                  | 0 – 0                                                                   | Norvegia                                                                | Amichevole                                                              | -                                                                       |                                                                         |
| 29-4-1992                                                               | Aarhus                                                                  | Danimarca                                                               | 1 – 0                                                                   | Norvegia                                                                | Amichevole                                                              | -                                                                       |                                                                         |
| 13-5-1992                                                               | Oslo                                                                    | Norvegia                                                                | 2 – 0                                                                   | Fær Øer                                                                 | Amichevole                                                              | -                                                                       |                                                                         |
| 3-6-1992                                                                | Oslo                                                                    | Norvegia                                                                | 0 – 0                                                                   | Scozia                                                                  | Amichevole                                                              | -                                                                       |                                                                         |
| 26-8-1992                                                               | Oslo                                                                    | Norvegia                                                                | 2 – 2                                                                   | Svezia                                                                  | Amichevole                                                              | -                                                                       |                                                                         |
| 9-9-1992                                                                | Oslo                                                                    | Norvegia                                                                | 10 – 0                                                                  | San Marino                                                              | Qual. Mondiali 1994                                                     | 2                                                                       |                                                                         |
| 23-9-1992                                                               | Oslo                                                                    | Norvegia                                                                | 2 – 1                                                                   | Paesi Bassi                                                             | Qual. Mondiali 1994                                                     | 1                                                                       |                                                                         |
| 7-10-1992                                                               | Serravalle                                                              | San Marino                                                              | 0 – 2                                                                   | Norvegia                                                                | Qual. Mondiali 1994                                                     | -                                                                       |                                                                         |
| 14-10-1992                                                              | Londra                                                                  | Inghilterra                                                             | 1 – 1                                                                   | Norvegia                                                                | Qual. Mondiali 1994                                                     | 1                                                                       |                                                                         |
| 10-2-1993                                                               | Faro                                                                    | Portogallo                                                              | 1 – 1                                                                   | Norvegia                                                                | Amichevole                                                              | -                                                                       |                                                                         |
| 30-3-1993                                                               | Doha                                                                    | Qatar                                                                   | 1 – 6                                                                   | Norvegia                                                                | Amichevole                                                              | -                                                                       |                                                                         |
| 28-4-1993                                                               | Oslo                                                                    | Norvegia                                                                | 3 – 1                                                                   | Turchia                                                                 | Qual. Mondiali 1994                                                     | 1                                                                       |                                                                         |
| 2-6-1993                                                                | Oslo                                                                    | Norvegia                                                                | 2 – 0                                                                   | Inghilterra                                                             | Qual. Mondiali 1994                                                     | -                                                                       |                                                                         |
| 9-6-1993                                                                | Rotterdam                                                               | Paesi Bassi                                                             | 0 – 0                                                                   | Norvegia                                                                | Qual. Mondiali 1994                                                     | -                                                                       |                                                                         |
| 8-9-1993                                                                | Oslo                                                                    | Norvegia                                                                | 1 – 0                                                                   | Stati Uniti                                                             | Amichevole                                                              | -                                                                       |                                                                         |
| 22-9-1993                                                               | Oslo                                                                    | Norvegia                                                                | 1 – 0                                                                   | Polonia                                                                 | Qual. Mondiali 1994                                                     | -                                                                       |                                                                         |
| 13-10-1993                                                              | Poznań                                                                  | Polonia                                                                 | 0 – 3                                                                   | Norvegia                                                                | Qual. Mondiali 1994                                                     | -                                                                       |                                                                         |
| 10-11-1993                                                              | Istanbul                                                                | Turchia                                                                 | 2 – 1                                                                   | Norvegia                                                                | Qual. Mondiali 1994                                                     | -                                                                       |                                                                         |
| 15-1-1994                                                               | Phoenix                                                                 | Stati Uniti                                                             | 2 – 1                                                                   | Norvegia                                                                | Amichevole                                                              | -                                                                       | cap.                                                                    |
| 19-1-1994                                                               | San Diego                                                               | Costa Rica                                                              | 0 – 0                                                                   | Norvegia                                                                | Amichevole                                                              | -                                                                       |                                                                         |
| 9-3-1994                                                                | Cardiff                                                                 | Galles                                                                  | 1 – 3                                                                   | Norvegia                                                                | Amichevole                                                              | -                                                                       | cap.                                                                    |
| 20-4-1994                                                               | Oslo                                                                    | Norvegia                                                                | 0 – 0                                                                   | Portogallo                                                              | Amichevole                                                              | -                                                                       |                                                                         |
| 22-5-1994                                                               | Londra                                                                  | Inghilterra                                                             | 0 – 0                                                                   | Norvegia                                                                | Amichevole                                                              | -                                                                       |                                                                         |
| 5-6-1994                                                                | Stoccolma                                                               | Svezia                                                                  | 2 – 0                                                                   | Norvegia                                                                | Amichevole                                                              | -                                                                       |                                                                         |
| 19-6-1994                                                               | Washington                                                              | Norvegia                                                                | 1 – 0                                                                   | Messico                                                                 | Mondiali 1994 - 1º turno                                                | 1                                                                       |                                                                         |
| 23-6-1994                                                               | New York                                                                | Norvegia                                                                | 0 – 1                                                                   | Italia                                                                  | Mondiali 1994 - 1º turno                                                | -                                                                       |                                                                         |
| 28-6-1994                                                               | New York                                                                | Norvegia                                                                | 0 – 0                                                                   | Irlanda                                                                 | Mondiali 1994 - 1º turno                                                | -                                                                       |                                                                         |
| 7-9-1994                                                                | Oslo                                                                    | Norvegia                                                                | 1 – 0                                                                   | Bielorussia                                                             | Qual. Euro 1996                                                         | -                                                                       |                                                                         |
| 12-10-1994                                                              | Oslo                                                                    | Norvegia                                                                | 1 – 1                                                                   | Paesi Bassi                                                             | Qual. Euro 1996                                                         | 1                                                                       |                                                                         |
| 16-11-1994                                                              | Minsk                                                                   | Bielorussia                                                             | 0 – 4                                                                   | Norvegia                                                                | Qual. Euro 1996                                                         | 1                                                                       |                                                                         |
| 14-12-1994                                                              | Ta' Qali                                                                | Malta                                                                   | 0 – 1                                                                   | Norvegia                                                                | Qual. Euro 1996                                                         | -                                                                       |                                                                         |
| 29-3-1995                                                               | Lussemburgo                                                             | Lussemburgo                                                             | 0 – 2                                                                   | Norvegia                                                                | Qual. Euro 1996                                                         | -                                                                       |                                                                         |
| 26-4-1995                                                               | Oslo                                                                    | Norvegia                                                                | 5 – 0                                                                   | Lussemburgo                                                             | Qual. Euro 1996                                                         | 1                                                                       |                                                                         |
| 25-5-1995                                                               | Oslo                                                                    | Norvegia                                                                | 3 – 2                                                                   | Ghana                                                                   | Amichevole                                                              | 1                                                                       |                                                                         |
| 7-6-1995                                                                | Oslo                                                                    | Norvegia                                                                | 2 – 0                                                                   | Malta                                                                   | Qual. Euro 1996                                                         | -                                                                       |                                                                         |
| 22-7-1995                                                               | Oslo                                                                    | Norvegia                                                                | 0 – 0                                                                   | Francia                                                                 | Amichevole                                                              | -                                                                       |                                                                         |
| 6-9-1995                                                                | Praga                                                                   | Rep. Ceca                                                               | 2 – 0                                                                   | Norvegia                                                                | Qual. Euro 1996                                                         | -                                                                       |                                                                         |
| 11-10-1995                                                              | Oslo                                                                    | Norvegia                                                                | 0 – 0                                                                   | Inghilterra                                                             | Amichevole                                                              | -                                                                       |                                                                         |
| 15-11-1995                                                              | Rotterdam                                                               | Paesi Bassi                                                             | 3 – 0                                                                   | Norvegia                                                                | Qual. Euro 1996                                                         | -                                                                       |                                                                         |
| 7-2-1996                                                                | Las Palmas                                                              | Spagna                                                                  | 1 – 0                                                                   | Norvegia                                                                | Amichevole                                                              | -                                                                       |                                                                         |
| 27-3-1996                                                               | Belfast                                                                 | Irlanda del Nord                                                        | 0 – 2                                                                   | Norvegia                                                                | Amichevole                                                              | -                                                                       |                                                                         |
| 24-4-1996                                                               | Oslo                                                                    | Norvegia                                                                | 0 – 0                                                                   | Spagna                                                                  | Amichevole                                                              | -                                                                       |                                                                         |
| 2-6-1996                                                                | Oslo                                                                    | Norvegia                                                                | 5 – 0                                                                   | Azerbaigian                                                             | Qual. Mondiali 1998                                                     | -                                                                       | cap.                                                                    |
| 1-9-1996                                                                | Oslo                                                                    | Norvegia                                                                | 1 – 0                                                                   | Georgia                                                                 | Qual. Mondiali 1998                                                     | -                                                                       |                                                                         |
| 9-10-1996                                                               | Oslo                                                                    | Norvegia                                                                | 3 – 0                                                                   | Ungheria                                                                | Qual. Mondiali 1998                                                     | 3                                                                       |                                                                         |
| 10-11-1996                                                              | Berna                                                                   | Svizzera                                                                | 0 – 1                                                                   | Norvegia                                                                | Qual. Mondiali 1998                                                     | -                                                                       |                                                                         |
| 29-3-1997                                                               | Dubai                                                                   | Emirati Arabi Uniti                                                     | 1 – 4                                                                   | Norvegia                                                                | Amichevole                                                              | -                                                                       |                                                                         |
| 30-4-1997                                                               | Oslo                                                                    | Norvegia                                                                | 1 – 1                                                                   | Finlandia                                                               | Qual. Mondiali 1998                                                     | -                                                                       | cap.                                                                    |
| 30-5-1997                                                               | Oslo                                                                    | Norvegia                                                                | 4 – 2                                                                   | Brasile                                                                 | Amichevole                                                              | -                                                                       |                                                                         |
| 8-6-1997                                                                | Budapest                                                                | Ungheria                                                                | 1 – 1                                                                   | Norvegia                                                                | Qual. Mondiali 1998                                                     | -                                                                       |                                                                         |
| 20-7-1997                                                               | Reykjavík                                                               | Islanda                                                                 | 0 – 1                                                                   | Norvegia                                                                | Amichevole                                                              | -                                                                       |                                                                         |
| 20-8-1997                                                               | Helsinki                                                                | Finlandia                                                               | 0 – 4                                                                   | Norvegia                                                                | Qual. Mondiali 1998                                                     | -                                                                       |                                                                         |
| 6-9-1997                                                                | Baku                                                                    | Azerbaigian                                                             | 0 – 1                                                                   | Norvegia                                                                | Qual. Mondiali 1998                                                     | -                                                                       |                                                                         |
| 10-9-1997                                                               | Oslo                                                                    | Norvegia                                                                | 5 – 0                                                                   | Svizzera                                                                | Qual. Mondiali 1998                                                     | -                                                                       |                                                                         |
| 8-10-1997                                                               | Oslo                                                                    | Norvegia                                                                | 0 – 0                                                                   | Colombia                                                                | Amichevole                                                              | -                                                                       | cap.                                                                    |
| 22-4-1998                                                               | Copenaghen                                                              | Danimarca                                                               | 0 – 2                                                                   | Norvegia                                                                | Amichevole                                                              | -                                                                       |                                                                         |
| 20-5-1998                                                               | Oslo                                                                    | Norvegia                                                                | 5 – 2                                                                   | Messico                                                                 | Amichevole                                                              | -                                                                       |                                                                         |
| 27-5-1998                                                               | Molde                                                                   | Norvegia                                                                | 6 – 0                                                                   | Arabia Saudita                                                          | Amichevole                                                              | 1                                                                       |                                                                         |
| 10-6-1998                                                               | Montpellier                                                             | Norvegia                                                                | 2 – 2                                                                   | Marocco                                                                 | Mondiali 1998 - 1º turno                                                | -                                                                       |                                                                         |
| 16-6-1998                                                               | Bordeaux                                                                | Norvegia                                                                | 1 – 1                                                                   | Scozia                                                                  | Mondiali 1998 - 1º turno                                                | -                                                                       |                                                                         |
| 23-6-1998                                                               | Marsiglia                                                               | Norvegia                                                                | 2 – 1                                                                   | Brasile                                                                 | Mondiali 1998 - 1º turno                                                | 1                                                                       |                                                                         |
| 27-6-1998                                                               | Marsiglia                                                               | Norvegia                                                                | 0 – 1                                                                   | Italia                                                                  | Mondiali 1998 - Ottavi di finale                                        | -                                                                       |                                                                         |
| 19-8-1998                                                               | Oslo                                                                    | Norvegia                                                                | 0 – 0                                                                   | Romania                                                                 | Amichevole                                                              | -                                                                       |                                                                         |
| 6-9-1998                                                                | Oslo                                                                    | Norvegia                                                                | 1 – 3                                                                   | Lettonia                                                                | Qual. Euro 2000                                                         | -                                                                       |                                                                         |
| 10-10-1998                                                              | Oslo                                                                    | Slovenia                                                                | 1 – 2                                                                   | Norvegia                                                                | Qual. Euro 2000                                                         | 1                                                                       |                                                                         |
| 14-10-1998                                                              | Oslo                                                                    | Norvegia                                                                | 2 – 2                                                                   | Albania                                                                 | Qual. Euro 2000                                                         | 1                                                                       |                                                                         |
| 18-11-1998                                                              | Il Cairo                                                                | Egitto                                                                  | 1 – 1                                                                   | Norvegia                                                                | Amichevole                                                              | -                                                                       |                                                                         |
| 10-2-1999                                                               | Pisa                                                                    | Italia                                                                  | 0 – 0                                                                   | Norvegia                                                                | Amichevole                                                              | -                                                                       | cap.                                                                    |
| 20-5-1999                                                               | Oslo                                                                    | Norvegia                                                                | 6 – 0                                                                   | Giamaica                                                                | Amichevole                                                              | -                                                                       | cap.                                                                    |
| 30-5-1999                                                               | Oslo                                                                    | Norvegia                                                                | 1 – 0                                                                   | Georgia                                                                 | Qual. Euro 2000                                                         | -                                                                       |                                                                         |
| 5-6-1999                                                                | Tirana                                                                  | Albania                                                                 | 1 – 2                                                                   | Norvegia                                                                | Qual. Euro 2000                                                         | -                                                                       | cap.                                                                    |
| 14-11-1999                                                              | Oslo                                                                    | Norvegia                                                                | 0 – 1                                                                   | Germania                                                                | Amichevole                                                              | -                                                                       |                                                                         |
| 23-2-2000                                                               | Istanbul                                                                | Turchia                                                                 | 0 – 2                                                                   | Norvegia                                                                | Amichevole                                                              | -                                                                       |                                                                         |
| 26-4-2000                                                               | Oslo                                                                    | Norvegia                                                                | 0 – 2                                                                   | Belgio                                                                  | Amichevole                                                              | -                                                                       | cap.                                                                    |
| 27-5-2000                                                               | Oslo                                                                    | Norvegia                                                                | 2 – 0                                                                   | Slovacchia                                                              | Amichevole                                                              | -                                                                       |                                                                         |
| Totale                                                                  |                                                                         | Presenze                                                                | 82                                                                      |                                                                         | Reti                                                                    | 17                                                                      |                                                                         |

| Cronologia completa delle presenze e delle reti in nazionale (partite non ufficiali) ― Norvegia | Cronologia completa delle presenze e delle reti in nazionale (partite non ufficiali) ― Norvegia | Cronologia completa delle presenze e delle reti in nazionale (partite non ufficiali) ― Norvegia | Cronologia completa delle presenze e delle reti in nazionale (partite non ufficiali) ― Norvegia | Cronologia completa delle presenze e delle reti in nazionale (partite non ufficiali) ― Norvegia | Cronologia completa delle presenze e delle reti in nazionale (partite non ufficiali) ― Norvegia | Cronologia completa delle presenze e delle reti in nazionale (partite non ufficiali) ― Norvegia | Cronologia completa delle presenze e delle reti in nazionale (partite non ufficiali) ― Norvegia |
| Data                                                                                            | Città                                                                                           | In casa                                                                                         | Risultato                                                                                       | Ospiti                                                                                          | Competizione                                                                                    | Reti                                                                                            | Note                                                                                            |
| ----------------------------------------------------------------------------------------------- | ----------------------------------------------------------------------------------------------- | ----------------------------------------------------------------------------------------------- | ----------------------------------------------------------------------------------------------- | ----------------------------------------------------------------------------------------------- | ----------------------------------------------------------------------------------------------- | ----------------------------------------------------------------------------------------------- | ----------------------------------------------------------------------------------------------- |
| 26-4-1988                                                                                       | Katrineholm                                                                                     | Svezia                                                                                          | 0 – 0                                                                                           | Norvegia                                                                                        | Amichevole                                                                                      | -                                                                                               |                                                                                                 |
| Totale                                                                                          |                                                                                                 | Presenze                                                                                        | 1                                                                                               |                                                                                                 | Reti                                                                                            | 0                                                                                               |                                                                                                 |

## Palmarès

### Giocatore

#### Club
- Coppa di Norvegia: 2

Molde: 1994
Vålerenga: 2002

#### Individuale
- Gullklokka

1993

### Allenatore
- Coppa di Norvegia: 3

Vålerenga: 2002
Aalesund: 2009, 2011
- Campionato norvegese: 1

Vålerenga: 2005